# Cristina d'Assia
Cristina d'Assia (Kassel, 29 giugno 1543 – Kiel, 13 maggio 1604) fu Duchessa consorte di Holstein-Gottorp come moglie del duca Adolfo. Nel 1586, in qualità di vedova, fu in grado di esercitare la sua influenza politica.

## Biografia
Cristina nacque a Kassel, figlia del langravio Filippo I d'Assia e della moglie Cristina di Sassonia. Ad essa venne impartita un'educazione rigorosamente protestante dalla zia Elisabetta, duchessa madre di Sassonia.
Ricevette una proposta di matrimonio da re Eric XIV di Svezia, ma gli accordi non vennero conclusi. Si sposò quindi con Adolfo, duca di Holstein-Gottorp; la cerimonia si concluse però con uno scandalo, dal momento che gli ospiti abusarono fortemente di bevande alcooliche durante il ricevimento nuziale.
Nel 1565 il palazzo di Gottorp venne distrutto da un incendio, che costò a Cristina la sua fortuna personale.
In qualità di duchessa, Cristina diede il proprio sostegno alla fondazione di chiese, scuole e borse di studio per studenti poveri di teologia. Era inoltre interessata alla medicina, tanto che confezionava da sé le proprie medicine.
Dopo il 1586, rimasta vedova, essa difese i diritti del figlio Filippo contro il consiglio di reggenza. Nel 1590 Cristina compose il libro di salmi Geistliche Psalmen und Lieder.

## Matrimonio e discendenza
Il 17 dicembre 1564 sposò il duca Adolfo di Holstein-Gottorp, da cui ebbe i seguenti figli:
- Federico II (21 aprile 1568 – 15 giugno 1587);
- Sofia (1º giugno 1569 – 14 novembre 1634); il 17 febbraio 1588 sposò Giovanni VII, duca di Meclemburgo-Schwerin;
- Filippo (10 agosto 1570 – 18 ottobre 1590);
- Cristina (13 aprile 1573 – 8 dicembre 1625); si sposò il 27 agosto 1592 con re Carlo IX di Svezia;
- Giovanni Adolfo (27 febbraio 1575 – 31 marzo 1616);
- Anna (27 febbraio 1575 – 24 aprile 1625); il 28 gennaio 1598 sposò il conte Enno III della Frisia orientale;
- Cristiano (morto giovane nel 1577);
- Agnese (20 dicembre 1578 – 1627);
- Giovanni Federico, principe vescovo di Brema, Lubecca e Verden (1º settembre 1579 – 3 settembre 1634);
- Elisabetta, morta giovane nel 1584.

## Genetica
Attraverso la figlia Anna, Cristina d'Assia è una diretta antenata matrilineare di Nicola II di Russia; questo implica che tutti i suoi parenti in linea femminile, compresa Elisabetta di Lussemburgo, sono membri dell'aplogruppo mitocondriale T.

## Ascendenza
|                              |                         |                                   | Genitori                          |  |  | Nonni |  |  | Bisnonni              |  |  | Trisnonni           |  |
|                              |                         |                                   |                                   |  |  |       |  |  | Ludovico II il Franco |  |  | Ludovico I di Assia |  |
|                              |                         |                                   |                                   |  |  |       |  |  | Ludovico II il Franco |  |  | Ludovico I di Assia |  |
|                              |                         | Anna di Sassonia                  |                                   |  |  |       |  |  | Ludovico II il Franco |  |  |                     |  |
| Guglielmo II d'Assia         |                         |                                   |                                   |  |  |       |  |  | Ludovico II il Franco |  |  |                     |  |
|                              |                         | Matilde di Württemberg            | Ludovico I di Württemberg-Urach   |  |  |       |  |  |                       |  |  |                     |  |
|                              |                         | Matilde di Württemberg            | Ludovico I di Württemberg-Urach   |  |  |       |  |  |                       |  |  |                     |  |
|                              |                         | Matilde di Württemberg            | Matilde del Palatinato            |  |  |       |  |  |                       |  |  |                     |  |
| Filippo I d'Assia            |                         | Matilde di Württemberg            |                                   |  |  |       |  |  |                       |  |  |                     |  |
|                              |                         | Magnus II di Meclemburgo-Schwerin | Enrico IV di Meclemburgo-Schwerin |  |  |       |  |  |                       |  |  |                     |  |
|                              |                         | Magnus II di Meclemburgo-Schwerin | Enrico IV di Meclemburgo-Schwerin |  |  |       |  |  |                       |  |  |                     |  |
|                              |                         | Magnus II di Meclemburgo-Schwerin | Dorotea di Brandeburgo            |  |  |       |  |  |                       |  |  |                     |  |
| Anna di Meclemburgo-Schwerin |                         | Magnus II di Meclemburgo-Schwerin |                                   |  |  |       |  |  |                       |  |  |                     |  |
|                              |                         | Sofia di Pomerania-Wolgast        | Eric II di Pomerania-Wolgast      |  |  |       |  |  |                       |  |  |                     |  |
|                              |                         | Sofia di Pomerania-Wolgast        | Eric II di Pomerania-Wolgast      |  |  |       |  |  |                       |  |  |                     |  |
|                              |                         | Sofia di Pomerania-Wolgast        | Sofia di Pomerania-Stolp          |  |  |       |  |  |                       |  |  |                     |  |
| Cristina d'Assia             |                         | Sofia di Pomerania-Wolgast        |                                   |  |  |       |  |  |                       |  |  |                     |  |
|                              | Alberto III di Sassonia | Federico II di Sassonia           |                                   |  |  |       |  |  |                       |  |  |                     |  |
|                              | Alberto III di Sassonia | Federico II di Sassonia           |                                   |  |  |       |  |  |                       |  |  |                     |  |
|                              | Alberto III di Sassonia | Margherita d'Austria              |                                   |  |  |       |  |  |                       |  |  |                     |  |
| Giorgio di Sassonia          | Alberto III di Sassonia |                                   |                                   |  |  |       |  |  |                       |  |  |                     |  |
|                              |                         | Sidonia di Boemia                 | Giorgio di Boemia                 |  |  |       |  |  |                       |  |  |                     |  |
|                              |                         | Sidonia di Boemia                 | Giorgio di Boemia                 |  |  |       |  |  |                       |  |  |                     |  |
|                              |                         | Sidonia di Boemia                 | Cunegonda di Sternberg            |  |  |       |  |  |                       |  |  |                     |  |
| Cristina di Sassonia         |                         | Sidonia di Boemia                 |                                   |  |  |       |  |  |                       |  |  |                     |  |
|                              |                         | Casimiro IV di Polonia            | Ladislao II Jagellone             |  |  |       |  |  |                       |  |  |                     |  |
|                              |                         | Casimiro IV di Polonia            | Ladislao II Jagellone             |  |  |       |  |  |                       |  |  |                     |  |
|                              |                         | Casimiro IV di Polonia            | Sofia Alšėniškė                   |  |  |       |  |  |                       |  |  |                     |  |
| Barbara Jagellona            |                         | Casimiro IV di Polonia            |                                   |  |  |       |  |  |                       |  |  |                     |  |
|                              |                         | Elisabetta d'Asburgo              | Alberto II d'Asburgo              |  |  |       |  |  |                       |  |  |                     |  |
|                              |                         | Elisabetta d'Asburgo              | Alberto II d'Asburgo              |  |  |       |  |  |                       |  |  |                     |  |
|                              |                         | Elisabetta d'Asburgo              | Elisabetta di Lussemburgo         |  |  |       |  |  |                       |  |  |                     |  |
|                              |                         | Elisabetta d'Asburgo              |                                   |  |  |       |  |  |                       |  |  |                     |  |